# Calaisa (album)
Calaisa è l'album di debutto eponimo del gruppo musicale svedese Calaisa, pubblicato il 27 settembre 2006 su etichetta discografica Mercury Nashville.

## Tracce
1. Hey Girl – 3:17
2. You Are Mine – 3:11
3. Sisters in Arms – 3:29
4. Dream – 3:55
5. Never Lookin' Back – 2:51
6. I Did My Best – 3:51
7. Still – 2:56
8. Storm – 3:53
9. Sunday Paper – 2:58
10. Stop Along the Way – 3:28
11. Without You – 3:15
12. Roda Walters Special – 2:30

## Classifiche

### Classifiche settimanali
| Classifica (2007) | Posizione massima |
| ----------------- | ----------------- |
| Svezia            | 8                 |

### Classifiche di fine anno
| Classifica (2007) | Posizione |
| ----------------- | --------- |
| Svezia            | 50        |